# Людвик Гурски (духовник)
Вижте пояснителната страница за други личности с името Людвик Гурски.
Лю̀двик Станѝслав Гу̀рски (на полски: Ludwik Stanisław Górski) е полски римокатолически духовник, титулярен кесарополски епископ (1781 – 1799) и викарен епископ на Куявско-Калишката епархия във Влоцлавек.

## Биография
Роден е на 29 април 1725 година в Рочмирова, Малополша. На 15 август 1743 година влиза в ордена на пиаристите. След като дава църковен обет става ректор на колежа в Злочов. На 19 декември 1749 година е ръкоположен за дякон, а на 26 декември същата година за свещеник. През 1766 година е делегат от полските земи на църковен съвет (капитул) в Рим. В 1772 година е назначен за ректор на колежа във Варшава, впоследствие ръководи колежа в Лвов, след което отново е ректор на столичния колеж. През 1774 година във Варшава е избран за „провѝнцял“ (въсш ръководител в ордена, на ниво провинция). На 17 септември 1781 година римският папа Пий VI го назначава за титурярен кесарополски епископ и викарий на Куявско-Калишката епископия. Ръкоположен е за епископ на 1 юни 1783 година в Париж от селевкийския архиепископ Джузепе Дория Памфили.
Епископ Людвик Кесарополски умира на 25 септември 1799 година във Влоцлавек или Варшава.